# Utica (condado de Winnebago, Wisconsin)
Utica es un pueblo ubicado en el condado de Winnebago en el estado estadounidense de Wisconsin. En el Censo de 2010 tenía una población de 1299 habitantes y una densidad poblacional de 13,99 personas por km².

## Geografía
Utica se encuentra ubicado en las coordenadas 43°56′12″N 88°42′13″O / 43.93667, -88.70361. Según la Oficina del Censo de los Estados Unidos, Utica tiene una superficie total de 92.86 km², de la cual 92.05 km² corresponden a tierra firme y (0.88%) 0.81 km² es agua.

## Demografía
Según el censo de 2010, había 1299 personas residiendo en Utica. La densidad de población era de 13,99 hab./km². De los 1299 habitantes, Utica estaba compuesto por el 97.54% blancos, el 0% eran afroamericanos, el 0.38% eran amerindios, el 0.77% eran asiáticos, el 0% eran isleños del Pacífico, el 1% eran de otras razas y el 0.31% pertenecían a dos o más razas. Del total de la población el 1.46% eran hispanos o latinos de cualquier raza.